# Градска кућа Апатин
Градска кућа Апатин је седиште скупштине општине, која се налази у главној апатинској улици Српских владара.
Грађевина је подигнута у периоду од 1907. до 1909. године, по пројекту Ференца Рајхла. Зграда је угаона једноспратна грађевина са торњем на углу. Иако је грађена у стилу еклектицизма на грађевини доминирају елементи мађарске сецесије по којој је и сам Рајхл био познат. Разноврсни сецесијски детаљи се виде на богатој резбарији свечане сале. Оно што доминира у сали су и велике зидне слике које је, у соцреалистичком стилу, израдио апатински сликар Рудолф Удвари који је осликао и велику салу Дома културе у Апатину.